# Kupa na Bălgarija 1986-1987
La Coppa di Bulgaria 1986-1987 è stata la 5ª edizione di questo trofeo, e la 47ª in generale di una coppa nazionale bulgara di calcio, iniziata il 27 agosto 1986 e terminata il 13 maggio 1987.  Il CSKA Sofia ha vinto il trofeo per la dodicesima volta.

## Primo turno
In questa fase si sfidano 32 squadre divise in 8 gruppi ad eliminazione diretta. Passano alla fase seguente le 3 squadre migliori di ogni girone.

### Gruppo 1
| Squadra       |
| ------------- |
| Spartak Varna |
| Dunav Ruse    |
| Svetkavica    |
| Ludogorec     |

| Squadra 1                  | Totale | Squadra 2     | Andata | Ritorno |
| -------------------------- | ------ | ------------- | ------ | ------- |
| 27 agosto/3 settembre 1986 |        |               |        |         |
| Dunav Ruse                 | 5 – 4  | Ludogorec     | 3 - 2  | 2 - 2   |
| Spartak Varna              | 4 – 1  | Svetkavica    | 3 - 0  | 1 - 1   |
| 10/17 settembre 1986       |        |               |        |         |
| Dunav Ruse                 | 3 – 5  | Spartak Varna | 3 - 1  | 0 - 4   |
| Ludogorec                  | 1 – 7  | Svetkavica    | 1 - 0  | 0 - 7   |

### Gruppo 2
| Squadra         |
| --------------- |
| Dimitrovgrad    |
| Spartak Plovdiv |
| Haskovo         |
| Arda Kărdžali   |

| Squadra 1                  | Totale      | Squadra 2     | Andata | Ritorno |
| -------------------------- | ----------- | ------------- | ------ | ------- |
| 27 agosto/3 settembre 1986 |             |               |        |         |
| Dimitrovgrad               | 2 – 2 (gfc) | Arda Kărdžali | 1 - 0  | 1 - 2   |
| Spartak Plovdiv            | 5 – 1       | Haskovo       | 5 - 0  | 0 - 1   |
| 10/17 settembre 1986       |             |               |        |         |
| Spartak Plovdiv            | 4 – 4 (gfc) | Dimitrovgrad  | 3 - 2  | 1 - 2   |
| Arda Kărdžali              | 3 – 4       | Haskovo       | 3 - 2  | 0 - 2   |

### Gruppo 3
| Squadra              |
| -------------------- |
| Dobrudža             |
| Černo More Varna     |
| Neftohimik Burgas    |
| FK Černomorec Burgas |

| Squadra 1                  | Totale | Squadra 2            | Andata | Ritorno |
| -------------------------- | ------ | -------------------- | ------ | ------- |
| 27 agosto/3 settembre 1986 |        |                      |        |         |
| Černo More Varna           | 6 – 2  | Neftohimik Burgas    | 2 - 1  | 4 - 1   |
| FK Černomorec Burgas       | 2 – 3  | Dobrudža             | 1 - 1  | 1 - 2   |
| 10/17 settembre 1986       |        |                      |        |         |
| Dobrudža                   | 3 – 2  | Černo More Varna     | 2 - 0  | 1 - 2   |
| Neftohimik Burgas          | 6 – 4  | FK Černomorec Burgas | 3 - 0  | 3 - 4   |

### Gruppo 4
| Squadra        |
| -------------- |
| Botev Vraca    |
| Spartak Pleven |
| Montana        |
| Bdin           |

| Squadra 1                  | Totale      | Squadra 2      | Andata | Ritorno |
| -------------------------- | ----------- | -------------- | ------ | ------- |
| 27 agosto/3 settembre 1986 |             |                |        |         |
| Botev Vraca                | 6 – 2       | Bdin           | 4 - 0  | 2 - 2   |
| Spartak Pleven             | 5 – 3       | Montana        | 4 - 2  | 1 - 1   |
| 10/17 settembre 1986       |             |                |        |         |
| Botev Vraca                | 6 – 1       | Spartak Pleven | 4 - 0  | 2 - 1   |
| Bdin                       | 3 – 3 (gfc) | Montana        | 3 - 2  | 0 - 1   |

### Gruppo 5
| Squadra          |
| ---------------- |
| Slavia Sofia     |
| Rilski Sportist  |
| Marek Dupnica    |
| Vihren Sandanski |

| Squadra 1                  | Totale | Squadra 2        | Andata | Ritorno |
| -------------------------- | ------ | ---------------- | ------ | ------- |
| 27 agosto/3 settembre 1986 |        |                  |        |         |
| Slavia Sofia               | 4 – 2  | Vihren Sandanski | 3 - 0  | 1 - 2   |
| Rilski Sportist            | 5 – 2  | Marek Dupnica    | 5 - 1  | 0 - 1   |
| 10/17 settembre 1986       |        |                  |        |         |
| Rilski Sportist            | 2 – 7  | Slavia Sofia     | 2 - 3  | 0 - 4   |
| Marek Dupnica              | 6 – 5  | Vihren Sandanski | 3 - 2  | 3 - 3   |

### Gruppo 6
| Squadra          |
| ---------------- |
| FK Etăr          |
| Lokomotiv GO     |
| Akademic Svištov |
| Liteks Loveč     |

| Squadra 1                  | Totale | Squadra 2    | Andata | Ritorno |
| -------------------------- | ------ | ------------ | ------ | ------- |
| 27 agosto/3 settembre 1986 |        |              |        |         |
| FK Etăr                    | 8 – 3  | Liteks Loveč | 4 - 2  | 4 - 1   |
| Akademic Svištov           | 2 – 3  | Lokomotiv GO | 1 - 1  | 1 - 2   |
| 10/17 settembre 1986       |        |              |        |         |
| FK Etăr                    | 1 – 0  | Lokomotiv GO | 1 - 0  | 0 - 0   |
| Akademic Svištov           | 4 – 3  | Liteks Loveč | 3 - 2  | 1 - 1   |

### Gruppo 7
| Squadra           |
| ----------------- |
| Sliven            |
| Lokomotiv Plovdiv |
| Rozova Dolina     |
| Chirpan           |

| Squadra 1                  | Totale | Squadra 2         | Andata | Ritorno |
| -------------------------- | ------ | ----------------- | ------ | ------- |
| 27 agosto/3 settembre 1986 |        |                   |        |         |
| Sliven                     | 7 – 3  | Rozova Dolina     | 5 - 1  | 2 - 2   |
| Lokomotiv Plovdiv          | 4 – 0  | Chirpan           | 3 - 0  | 1 - 0   |
| 10/17 settembre 1986       |        |                   |        |         |
| Sliven                     | 3 – 2  | Lokomotiv Plovdiv | 3 - 0  | 0 - 2   |
| Rozova Dolina              | 4 – 3  | Chirpan           | 2 - 1  | 2 - 2   |

### Gruppo 8
| Squadra           |
| ----------------- |
| Lokomotiv Sofia   |
| Pirin Blagoevgrad |
| Minjor Pernik     |
| Balkan Botevgrad  |

| Squadra 1                  | Totale | Squadra 2         | Andata | Ritorno |
| -------------------------- | ------ | ----------------- | ------ | ------- |
| 27 agosto/3 settembre 1986 |        |                   |        |         |
| Pirin Blagoevgrad          | 2 – 0  | Minjor Pernik     | 2 - 0  | 0 - 0   |
| Lokomotiv Sofia            | 4 – 1  | Balkan Botevgrad  | 2 - 1  | 2 - 0   |
| 10/17 settembre 1986       |        |                   |        |         |
| Lokomotiv Sofia            | 6 – 5  | Pirin Blagoevgrad | 4 - 0  | 2 - 5   |
| Minjor Pernik              | 4 – 1  | Balkan Botevgrad  | 2 - 1  | 2 - 0   |

## Secondo turno
| Squadra 1         | Totale      | Squadra 2         | Andata | Ritorno |
| ----------------- | ----------- | ----------------- | ------ | ------- |
| 1/8 ottobre 1986  |             |                   |        |         |
| Botev Vraca       | 4 – 5       | Černo More Varna  | 4 - 3  | 0 - 2   |
| Haskovo           | 2 – 4       | Neftohimik Burgas | 1 - 1  | 1 - 3   |
| Spartak Pleven    | 5 – 3       | Dimitrovgrad      | 4 - 0  | 1 - 3   |
| Pirin Blagoevgrad | 3 – 3 (gfc) | Lokomotiv Sofia   | 2 - 0  | 1 - 3   |
| Lokomotiv Plovdiv | 10 – 3      | Spartak Plovdiv   | 7 - 1  | 3 - 2   |
| Minjor Pernik     | 3 – 3 (gfc) | Montana           | 2 - 2  | 1 - 1   |
| Sliven            | 5 – 2       | Akademic Svištov  | 5 - 1  | 0 - 1   |
| Dunav Ruse        | 3 – 3 (gfc) | Svetkavica        | 2 - 2  | 1 - 1   |
| Slavia Sofia      | 6 – 1       | Dobrudža          | 5 - 0  | 1 - 1   |
| Lokomotiv GO      | 3 – 2       | FK Etăr           | 3 - 0  | 0 - 2   |
| Spartak Varna     | 0 – 1       | Marek Dupnica     | 0 - 0  | 0 - 1   |
| Rozova Dolina     | 3 – 1       | Rilski Sportist   | 3 - 0  | 0 - 1   |

## Terzo turno
A questo turno partecipano anche il CSKA Sofia, il Beroe, il Levski Sofia e il Botev Plovdiv, esentati nei turni precedenti grazie alla loro partecipazione alle Coppe Europee.
| Squadra 1          | Risultato       | Squadra 2         |
| ------------------ | --------------- | ----------------- |
| 9/10 dicembre 1986 |                 |                   |
| Levski Sofia       | 5 – 0           | Rozova Dolina     |
| Beroe              | 0 – 0 (3-1 dtr) | Pirin Blagoevgrad |
| Neftohimik Burgas  | 2 – 1           | Černo More Varna  |
| Montana            | 1 – 2           | Slavia Sofia      |
| CSKA Sofia         | 5 – 1           | Sliven            |
| Lokomotiv GO       | 4 – 1           | Svetkavica        |
| Marek Dupnica      | 3 – 0           | Spartak Pleven    |
| Lokomotiv Plovdiv  | 3 – 1 (dts)     | Botev Plovdiv     |

## Quarti di finale
| Squadra 1           | Risultato | Squadra 2         |
| ------------------- | --------- | ----------------- |
| 11/25 febbraio 1987 |           |                   |
| CSKA Sofia          | 2 – 1     | Slavia Sofia      |
| Lokomotiv GO        | 5 – 1     | Beroe             |
| Levski Sofia        | 6 - 0     | Marek Dupnica     |
| Neftohimik Burgas   | 1 – 0     | Lokomotiv Plovdiv |

## Semifinali
| Squadra 1               | Risultato | Squadra 2         |
| ----------------------- | --------- | ----------------- |
| 11 marzo/15 aprile 1987 |           |                   |
| CSKA Sofia              | 1 – 0     | Neftohimik Burgas |
| Levski Sofia            | 2 – 0     | Lokomotiv GO      |

## Finale 3/4 posto
| Squadra 1         | Risultato | Squadra 2    |
| ----------------- | --------- | ------------ |
| Neftohimik Burgas | 3 – 1     | Lokomotiv GO |

## Finale
| Arbitro: | Borislav Aleksandrov |

|                     |           |                   |
| Kirov 33’ Penev 39’ | Marcatori | 62’ (rig.) Gochev |